# 어쌔신 크리드 아이덴티티
어쌔신 크리드 아이덴티티(Assassin's Creed Identity)는 유비소프트 블루 바이트가 개발하고 유비소프트가 배급한 액션 어드벤처 비디오 게임이다. 어쌔신 크리드 시리즈의 스핀오프 설치판이며 어쌔신 크리드: 브라더후드의 사건을 배경으로 한다.
이 게임은 2014년에 처음으로 뉴질랜드와 오스트레일리아의 앱 스토어를 통해 부분 유료화 게임으로서 소프트 런칭을 개시했다. 2016년 2월 25일 iOS용으로 전 세계에 출시했으며 이어서 안드로이드 버전은 2016년 5월 18일 출시되었다. 아이덴티티는 시리즈 최초의 모바일 게임이며 온전한 3D 환경과 3인칭 탐험 스타일의 게임플레이를 갖추고 있다. 2021년 10월에 이 게임의 온라인 서비스는 종료되었으며 2개월 뒤 모든 디지털 스토어에서 제거되었다.

## 평가
| 평가 |        |
| --- | ------ |
| 통합 점수 통합사 점수 메타크리틱 69/100 [ 2 ] 평론 점수 평론사 점수 디스트럭토이드 6/10 [ 3 ] 포켓 게이머 [ 4 ] |        |
| 통합 점수 |        |
| 통합사 | 점수   |
| 메타크리틱 | 69/100 |
| 평론 점수 |        |
| 평론사 | 점수   |
| 디스트럭토이드                                                                                                  | 6/10   |
| 포켓 게이머 | [ 4 ]  |